# コキジバト

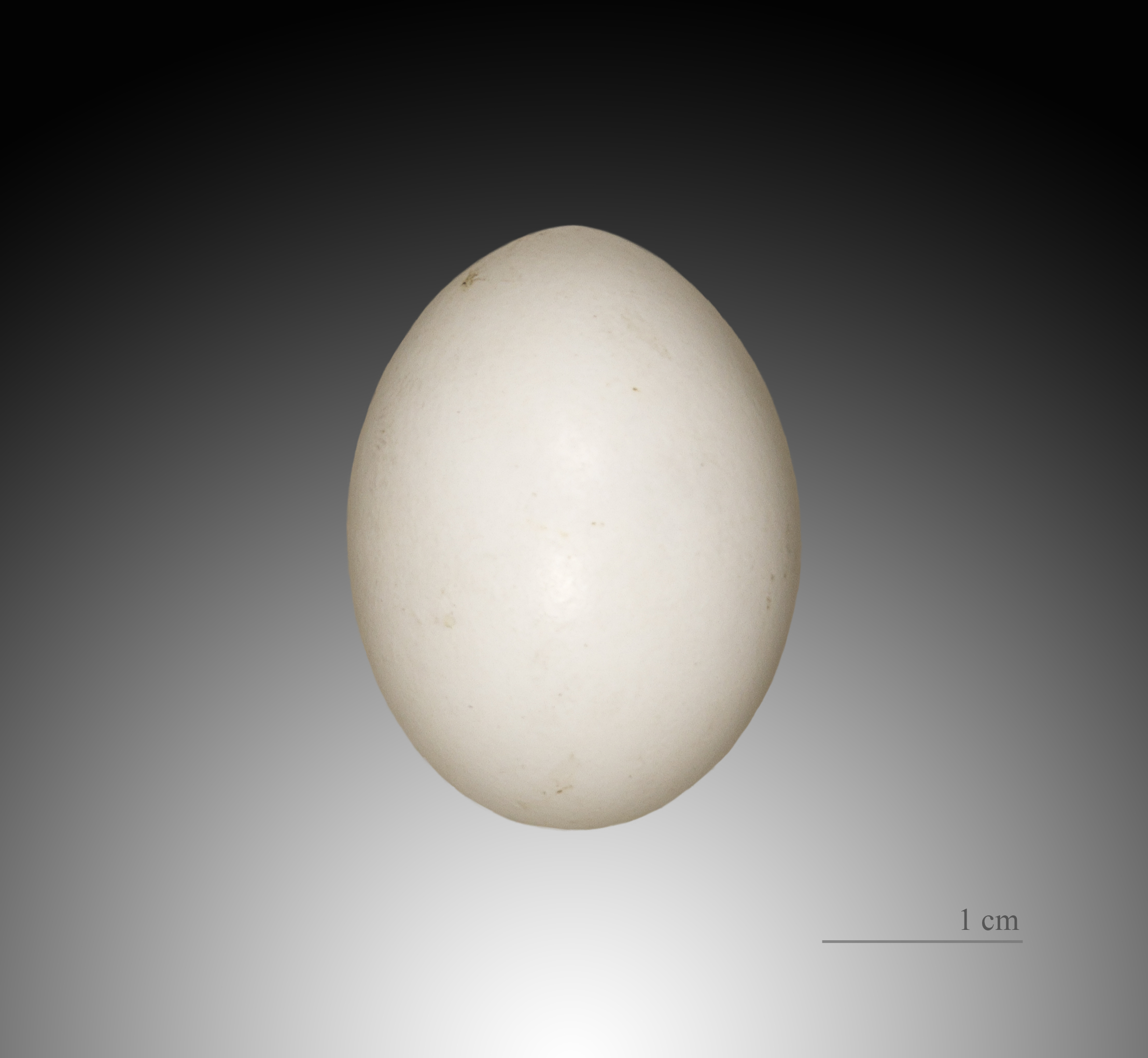
Streptopelia turtur turtur

コキジバト（学名：Streptopelia turtur）は、ハト目ハト科に分類される鳥類の一種。
キジバトの類縁種で体色がよく似ているが、キジバトに比べて一回り小さい。
翼に黒と赤褐色の鱗状の模様がある。